# زاغ بور ایرانی
زاغ بور ایرانی  (Zaq-e boor) یا زاغ کویری  یا بورمرغ (نام علمی: Podoces pleskei) پرنده‌ای از خانوادهٔ کلاغان است و یکی از چهار گونه‌ در سرده Podoces زاغ‌های زمینی یا زاغ‌های بور است. نام انگلیسی این گونه گاهی Iranian Ground Jay و گاهی Pleske's Ground Jay است.
این پرنده تفاوت‌های زیادی با دیگر خویشاوندانش یعنی کلاغ‌ها و زاغ‌ها دارد؛ از جمله زمین‌زی بودن به‌طوری‌که حتی در هنگام احساس خطر نیز دویدن را به پرواز ترجیح می‌دهد، داشتن صدای خوش و رنگ نخودی مایل به قهوه‌ای. زاغ‌ بور ایرانی پرنده‌ای زیرک و تا حدودی مخفی کار است و این امر مشاهده آن را در طبیعت با مشکل مواجه می‌سازد. از طرفی هماهنگی کامل رنگ پروبال این پرنده با محیط زیست آن و نیز عدم پرواز در ارتفاع بالا، امکان مشاهده آن را در زیستگاه‌های طبیعی‌اش کاهش می‌دهد. از این‌رو باور عمومی این است که این پرنده از جمعیت و تراکم نسبتاً پایینی برخوردار است.
این پرنده تنها در مناطق بیابانی و نیمه‌بیابانی شرق و جنوب شرق ایران، در ده استان سیستان و بلوچستان، خراسان جنوبی، خراسان رضوی، خراسان شمالی (یک گزارش ناموثق)، شاهرود ( منطقه خارتوران) ، اصفهان، یزد، فارس، کرمان و تهران محدود است و تنها گونۀ پرندهٔ بومزاد (اندمیک) ایران است. در سال‌های اخیر در غرب افغانستان هم گزارش شده اما بومی بودنش محل تردید است.

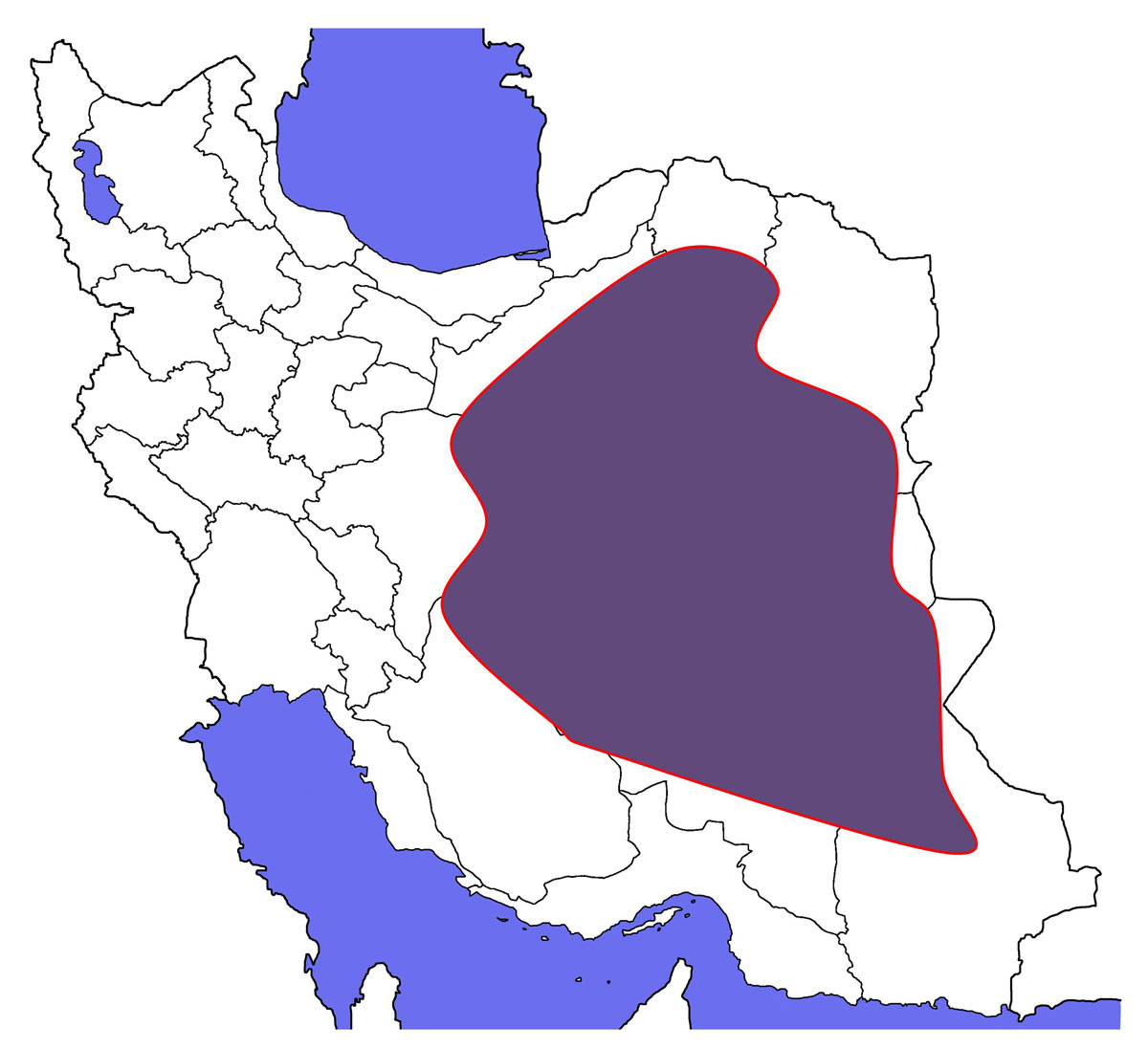
نقشه پراکنش زاغ بور در ایران

## ویژگی‌های ریخت‌شناسی
زاغ بور ۲۵ سانتیمتر طول دارد و طول پای آن به ۴۱ میلی متر میرسد. دم و منقارش سیاه، منقارش بلند با اندکی خمیدگی رو به پایین است. رنگ پر و بال نخودی مایل به قهوه‌ای است، صورت کمرنگ‌تر و از پای نوک تا چشم‌ها لکه سیاه رگه‌مانند و نیز لکه سیاه بزرگی در بالای سینه‌اش دیده می‌شود. بال‌ها پهن با دو نوار سفید که در پرواز مشخص می‌شوند. پاهای آن بلند و سیاه‌است و برای دویدن در بیابان تکامل یافته‌است. در واقع بیشتر به هدهد و چکاوک هدهدی شبیه‌است تا زاغ‌ها و کلاغ‌ها.

## رفتار
این پرنده در وقت خطر روی زمین و لابه لای بوته‌ها به طور زیگزاگی می‌دود و سرعت دویدن آن حدود ۲۰ کیلومتر در ساعت است. زاغ بور پروازهای بلند و طولانی ندارد و معمولاً در ارتفاع پایین‌تر از ۱۰ متر پرواز می‌کند و در موقع نشستن فاصله‌ای طولانی را می‌دود. جوجه زاغ بور زمانی که احساس خطر کند در لانه بی حرکت می‌ماند یا اگر از آشیانه خارج شده باشد، خود را در میان بوته‌ها مخفی می‌کند. زاغ بور قبل از ورود به آشیانه خوب اطراف را زیر نظر می‌گیرد تا با ورودش به آشیانه جوجه‌ها به خطر نیافتند. همچنین معمولاً پدر و مادر توجه دشمنان را به خود جلب می‌کنند تا خطری جوجه‌ها را تهدید نکند. پرنده نر و ماده هر دو آواز خوانند و در فصل زاد آوری بر سرشاخه بوته‌های بلند بویژه قیچ نشسته و با صدای بلندی آواز بلندی سر می‌دهند. این آواز یکنواخت بوده و به صورت Trrr Trrrr Trrrr شنیده می‌شود.

## زیستگاه و بوم‌شناسی
زاغ بور ایرانی در مناطق بیابانی و نیمه‌بیابانی و استپ‌ها زندگی می‌کند. زیستگاه زاغ بور بیشتر دربرگیرندۀ درختچه‌ها و بوته‌های بلند نظیر قیچ، اسکنبیل، تاغ و سبد است ولی تیپ گیاهی قیچ – درمنه را ترجیح می‌دهد. حشره‌خوار و دانه‌خوار است. در اردیبهشت ۳ تا ۵ تخم و معمولاً ۴ تخم می‌گذارد. پرندهٔ ماده بر روی تخم می‌خوابد و پرندهٔ نر برای او غذا می‌آورد. نر و ماده هر دو در بزرگ کردن جوجه‌ها مشارکت دارند. جوجه‌ها بعد از ۱۷ تا ۱۹ روز از تخم بیرون می‌آیند. در حدود دو هفته پس از تفریخ، آشیانه را ترک می‌گویند اما همچنان تا یک ماه پس از ترک آشیانه قدرت پرواز نداشته و تحت مراقبت والدین خود قرار دارند تا مهارت های لازم برای زندگی در شرایط سخت محیط بیابان را بیاموزند. جوجه‌ها فاقد لکه سیاه زیر گلو هستند و با رسیدن به سن بلوغ این لکه به تدریج پدیدار می‌گردد.زاغ بور تک‌همسر است و تمام طول سال را در کنار جفت خود می‌ماند، قلمروطلب است و به ذخیره‌سازی غذا در زیر خاک اقدام می‌کند. معمولأ ترس زیادی از انسان ندارد ولی فاصلهٔ ایمنی را رعایت می‌کند.